# Polynema eutettexi
Polynema eutettexi är en stekelart som beskrevs av Girault 1917. Polynema eutettexi ingår i släktet Polynema och familjen dvärgsteklar. Inga underarter finns listade i Catalogue of Life.